# Glipande havstulpan
Glipande havstulpan (Balanus crenatus) är en kräftdjursart som beskrevs av Bruguière 1789. Den ingår i släktet Balanus och familjen havstulpaner.
Den glipande havstulpanen är fastsittande, och ser ut som en kon. Mynningsdiametern är normalt 10-15 mm men kan bli upp till 25 mm. Höjden är vanligen lägre än bottendiametern, men när flera exemplar sitter tätt intill varandra blir de högre. Bottenplattan är förkalkad. De rörliga delarna upptill sluter inte helt tätt ihop . Öppningen upptill är omgiven av en vågformad kant bestående av de sex sidoplattornas överkanter. Sidoplattornas ytstruktur är varierande, från släta till fårade.
Havstulpanerna sitter ofta på klippor precis i vattenbrynet, tätt tillsammans eller mer utspridda och gömda under algerna. Havstulpanen kan också sitta på alla hårda och släta ytor, såsom på tång, musslor och båtar.
Enligt den svenska rödlistan är arten otillräckligt studerad i Sverige. Arten förekommer i Götaland. Artens livsmiljö är havet, brackvattenmiljöer.

## Underarter
Arten delas in i följande underarter:
- B. c. crenatus
- B. c. curviscutum
- B. c. delicatus